# Сантьяго Кортес
Сантьяго Кортес (ісп. Santiago Cortés, 19 січня 1945 — 25 липня 2011, Лос-Анджелес) — сальвадорський футболіст, що грав на позиції захисника. Виступав за клуб «Атлетіко Марте», а також національну збірну Сальвадору.

## Біографія
На клубному рівні виступав за команду «Атлетіко Марте», кольори якої і захищав протягом 1962—1973 років і виграв два титули чемпіона Сальвадору.
У складі національної збірної Сальвадору був учасником чемпіонату світу 1970 року у Мексиці, на якому зіграв два матчі — проти Бельгії та Мексики.
Помер 25 липня 2011 року на 67-му році життя у місті Лос-Анджелес від раку головного мозку.

## Титули і досягнення
- Чемпіон Сальвадору (2):

«Атлетіко Марте»: 1968/69, 1970